# Flávio Paixão
Flávio Paixão (Sesimbra, 1984. szeptember 19. –) visszavonult portugál labdarúgó, posztját tekintve csatár.

## Pályafutása
Paixão a portugáliai Sesimbra városában született. Az ifjúsági pályafutását a helyi Alfarim csapatában kezdte, majd a Sesimbra akadémiájánál folytatta.
2003-ban mutatkozott be a Sesimbra felnőtt keretében. 2005 és 2014 között több klubnál is szerepelt, játszott például a Porto B, a spanyol Villanovense, Real Jaén és Benidorm, illetve a skót Hamilton Academical és az iráni Tractor csapataiban is. 2014-ben a lengyel első osztályban szereplő Śląsk Wrocław szerződtette. A 2014–15-ös szezonban 35 mérkőzésen elért 18 góljával a góllövőlista második helyét szerezte meg Kamil Wilczek mögött.
2016-ban a Lechia Gdańsk csapatához igazolt. Először a 2016. február 13-ai, Podbeskidzie ellen 5–0-ra megnyert mérkőzésen lépett pályára. 2016. március 6-án, a Jagiellonia Białystok ellen 5–1-es győzelemmel zárult találkozón mesterhármast szerzett.

## Statisztikák
2023. május 20. szerint
| Klub          | Szezon   | Osztály     | Bajnokság | Bajnokság | Kupa és Ligakupa | Kupa és Ligakupa | Nemzetközi | Nemzetközi | Összesen | Összesen |
| Klub          | Szezon   | Osztály     | Meccs     | Gól       | Meccs            | Gól              | Meccs      | Gól        | Meccs    | Gól      |
| ------------- | -------- | ----------- | --------- | --------- | ---------------- | ---------------- | ---------- | ---------- | -------- | -------- |
| Śląsk Wrocław | 2013–14  | Ekstraklasa | 13        | 2         | 0                | 0                | —          | —          | 13       | 2        |
| Śląsk Wrocław | 2014–15  | Ekstraklasa | 35        | 18        | 3                | 1                | —          | —          | 38       | 19       |
| Śląsk Wrocław | 2015–16  | Ekstraklasa | 21        | 4         | 4                | 1                | 4          | 0          | 29       | 5        |
| Śląsk Wrocław | Összesen | Összesen    | 69        | 24        | 7                | 2                | 4          | 0          | 80       | 26       |
| Lechia Gdańsk | 2015–16  | Ekstraklasa | 16        | 6         | 0                | 0                | —          | —          | 16       | 6        |
| Lechia Gdańsk | 2016–17  | Ekstraklasa | 33        | 10        | 2                | 1                | —          | —          | 35       | 11       |
| Lechia Gdańsk | 2017–18  | Ekstraklasa | 34        | 10        | 1                | 0                | —          | —          | 35       | 10       |
| Lechia Gdańsk | 2018–19  | Ekstraklasa | 37        | 15        | 6                | 0                | —          | —          | 43       | 15       |
| Lechia Gdańsk | 2019–20  | Ekstraklasa | 31        | 14        | 7                | 5                | 2          | 2          | 40       | 21       |
| Lechia Gdańsk | 2020–21  | Ekstraklasa | 30        | 12        | 2                | 0                | —          | —          | 32       | 12       |
| Lechia Gdańsk | 2021–22  | Ekstraklasa | 32        | 10        | 1                | 0                | —          | —          | 33       | 10       |
| Lechia Gdańsk | 2022–23  | Ekstraklasa | 26        | 7         | 1                | 0                | 4          | 3          | 31       | 10       |
| Lechia Gdańsk | Összesen | Összesen    | 239       | 84        | 20               | 6                | 6          | 5          | 265      | 95       |
| Összesen      | Összesen | Összesen    | 308       | 108       | 27               | 8                | 10         | 5          | 345      | 121      |

## Sikerei, díjai
Lechia Gdańsk
- Lengyel Kupa
  - Győztes (1): 2018–19
  - Döntős (1): 2019–20

- Lengyel Szuperkupa
  - Győztes (1): 2019